# Латвийска керамика
Латвийската керамика е художествено народно творчество с дълга история, едно от най-интересните и самобитни видове изкуства в страната.

## История
Грънчарството в Латвия е познато от древни времена. По време на неолита, около 4-то хилядолетие пр.н.е., на териториите на днешна Латвия се появява изработката на все още съвсем примитивни, глинени съдове. Повърхността им е покрита със своеобразни орнаменти, състоящи си от поредица от дупчици и отпечатъци от назъбена щампа. Този тип керамика е разпространен през неолита на обширна територия – от Балтийско море до езерото Байкал.
С течение на времето от глина са правени различни съдове, украсени с митологични и други символи. Постепенно керамичното изкуство се усъвършенства и развива като един от националните занаяти в страната. За неговото обогатяване способства работата на водещи майстори, каквито има във всеки център с грънчарско производство. Така например през 19 – 20 век, в историко-културната област Видземе, широко известно става творчеството на Е. Дранда. Той, пръв от латвийските майстори, взима участие в международна изложба, проведена в Милано през 1906 година, и печели сребърен медал.
До 30-те години на 20 век се изработват главно домакински съдове и играчки. След този период започва изготвянето и на декоративни изделия. Появяват се вази, свещници, декоративни саксии, стенни чинии. Днес керамичната продукция в Латвия се характеризира с голямо разнообразие на видове и стилове, а изделията в различните краища на страната силно се различават по форма, цвят и декорация.

## Изработка
За да се стигне до едно завършено керамично изделие, се започва с обработка на глината. Работи се на грънчарско колело, докато се постигне необходимата форма и размер. Червената глина се потапя в разтвор от бяла глина, докато се получи плътно покритие. Когато изделието изсъхне, се нанасят орнаментите, като задълбаването на линиите достига до червената глина. Така се получава червен рисунък на бял фон. В зависимост от размера, готовите екземпляри се сушат от няколко дни до няколко седмици. След това се изпичат в пещи при температура 800 °С. Следва полагането на глазурата и повторно изпичане, този път на 1000 °С.
Една необичайна разновидност на латвийската керамиката е т.нар. „димна керамика“. Разликата с традиционната се постига в процеса на изпичане на изработения продукт. В пещта се запалват дърва и когато температурата достигне 870 – 900 °С, достъпът на въздух в нея се прекратява. След 20 до 30 минути изделията, изработени от червена глина, придобиват черен цвят.

## Латгалска керамика
Най-популярна и с най-големи традиции в Латвия е керамиката от областта Ла̀тгале в източната част на страната, наричана още Езерен район. Нейното начало е положено от „въжената керамика“ от второто хилядолетие преди новата ера. През 10 век нов тласък за нейното развитие дава масовото прилагане на грънчарското колело, а през 15 век – широкото използване на глазури.
С битова и декоративна керамика се занимават хора от различни села. Това са украсени с цветна глазура, ярки керамични изделия – чаши, чинии, вази, саксии, свещници, свирки. Традициите за производството им е запазена, изработват се обикновено в селските домове и се пекат в домашни пещи.
Латгалската керамика има свой собствен неповторим облик, благодарение на който лесно може да бъде разпозната. Това са вълнообразните краища на съдовете, усуканите дръжки, налепените релефни фигурки на животни и птици. Характерни са и цветните мотиви, изработени с внимателно издраскване на повърхността на съда. Днес за декорация се използва и техниката на гравиране. С помощта на зъбчато колелце, игла или пирон се нанасят тънки растителни или геометрични орнаменти. Използват се ограничени по цвят глазури – зелена, жълта, кафява.
Като самостоятелен вид латгалска керамика е развита малката пластика. Тя е наситена с мотиви от народните приказки и предания или комични сценки от народния бит. Фигурките на животни и фантастични конници са вплетени със своеобразен, грубоват маниер. Изработват се и камбанки със скромно орнаментиране, които имат удивително звънък „глас“.
Център на латгалската керамика е град Резекне, който се слави с много добрите си майстори, чиито изделия са получили голяма популярност в цял свят. Известни имена са Волдемар Вогулс, Виктор Панков, Анатолий Витрушкин, Айвар Кисе, Виталия Кривошей, Язеф Дибанин, Регина Кудле, Ерик Кудлис, Янина Грибусте и други.
Изделията на латгалските майстори нееднократно получават високи награди на изложби както в страната, така и в чужбина. Младите художници не само развиват наследството на старите майстори, но създават и нови, несвойствени до този момент форми. Творчеството им е свързано не само с използването на керамиката в бита. Те разработват градинска керамика, малка пластика, керамични ансамбли за оформление на сгради и интериори.
За латгалската керамика са характерни няколко типа изделия – vāraunieks (съд за приготвяне на храна), medaunieks (за съхранение на мед), sloinīks (за плодове), ķērne (за сметана), ļaks (за масло), piena pods (за краве мляко), kazelnieks (за козе мляко), pārosis (съд за носене на храна на полето), bļoda (чаша), krūze (кана или чаша, най-често използвана за бира или мляко), svilpaunieks (свирка във формата на птица), svečturis (свещник).
- Латгалска купа
- Съд за носене на храна на полето
- Съд за сметана
- Съд за мед
- Кана за бира или мляко
- Съд за краве мляко